# Arquidiócesis de Abuya
La arquidiócesis de Abuya (en latín: Archidioecesis Abugensis y en inglés: Roman Catholic Archdiocese of Abuja) es una circunscripción eclesiástica de la Iglesia católica en Nigeria. Se trata de una arquidiócesis latina, sede metropolitana de la provincia eclesiástica de Abuya. Desde el 9 de noviembre de 2019 su arzobispo es Ignatius Ayau Kaigama.

## Territorio y organización
La arquidiócesis tiene 8000 km² y extiende su jurisdicción sobre los fieles católicos de rito latino residentes en el territorio de la Capital Federal.
La sede de la arquidiócesis se encuentra en la ciudad de Abuya, en donde se halla la Catedral de los Doce Apóstoles.
La arquidiócesis tiene como sufragáneas a las diócesis de: Gboko, Idah, Katsina-Ala, Lafia, Lokoja, Makurdi y Otukpo.
En 2021 en la arquidiócesis existían 184 parroquias.

## Historia
La misión sui iuris de Abuya fue erigida el 6 de noviembre de 1981, obteniendo el territorio de la diócesis de Minna.
El 19 de junio de 1989 fue elevada a diócesis con la bula Quantis progressibus del papa Juan Pablo II y pasó a ser sufragánea de la arquidiócesis de Kaduna.
El 26 de marzo de 1994 la diócesis fue elevada al rango de arquidiócesis metropolitana con la bula Quo aptius del papa Juan Pablo II.

## Estadísticas
Según el Anuario Pontificio 2023 la arquidiócesis tenía a fines de 2022 un total de 908 744 fieles bautizados.
| Año                                                                             | Población            | Población | Población      | Sacerdotes | Sacerdotes    | Sacerdotes    | Bautizados por sacerdote | Diáconos permanentes | Religiosos | Religiosos | Parroquias |
| Año                                                                             | Bautizados católicos | Total     | % de católicos | Total      | Clero secular | Clero regular | Bautizados por sacerdote | Diáconos permanentes | Varones    | Mujeres    | Parroquias |
| ------------------------------------------------------------------------------- | -------------------- | --------- | -------------- | ---------- | ------------- | ------------- | ------------------------ | -------------------- | ---------- | ---------- | ---------- |
| 1990                                                                            | 9390                 | 423 000   | 2.2            | 24         | 14            | 10            | 391                      |                      | 93         | 16         | 10         |
| 1997                                                                            | 46 708               | 780 413   | 6.0            | 45         | 24            | 21            | 1037                     |                      | 100        | 70         | 23         |
| 2000                                                                            | 71 000               | 700 000   | 10.1           | 47         | 30            | 17            | 1510                     |                      | 108        | 78         | 27         |
| 2001                                                                            | 72 000               | 750 000   | 9.6            | 58         | 37            | 21            | 1241                     |                      | 128        | 89         | 28         |
| 2002                                                                            | 280 000              | 2 000     | 14.0           | 58         | 36            | 22            | 4827                     |                      | 134        | 89         | 31         |
| 2003                                                                            | 307 250              | 2 000     | 15.4           | 85         | 66            | 19            | 3614                     |                      | 139        | 126        | 32         |
| 2004                                                                            | 200 000              | 2 300 000 | 8.7            | 91         | 70            | 21            | 2197                     |                      | 38         | 132        | 36         |
| 2005                                                                            | 205 000              | 2 357 000 | 8.7            | 100        | 74            | 26            | 2050                     |                      | 44         | 134        | 37         |
| 2006                                                                            | 350 000              | 2 429 000 | 14.4           | 61         | 40            | 21            | 5737                     |                      | 162        | 129        | 37         |
| 2009                                                                            | 538 000              | 2 991 000 | 18.0           | 112        | 62            | 50            | 4803                     |                      | 163        | 167        | 46         |
| 2012                                                                            | 542 105              | 3 096 000 | 17.5           | 132        | 82            | 50            | 4106                     |                      | 125        | 167        | 67         |
| 2015                                                                            | 514 105              | 3 295 000 | 15.6           | 195        | 120           | 75            | 2636                     |                      | 151        | 230        | 74         |
| 2018                                                                            | 610 000              | 3 871 950 | 15.8           | 274        | 188           | 86            | 2226                     |                      | 176        | 257        | 85         |
| 2020                                                                            | 895 000              | 3 944 095 | 22.69          | 303        | 210           | 93            | 2954                     |                      | 191        | 374        | 98         |
| 2022                                                                            | 908 744              | 4 363 449 | 20.8           | 348        | 247           | 101           | 2611                     |                      | 195        | 394        | 137        |
| Fuente: Catholic-Hierarchy, que a su vez toma los datos del Anuario Pontificio. |                      |           |                |            |               |               |                          |                      |            |            |            |

## Episcopologio
| Número | Nombre                             | Inicio                                       | Término                           |
| ------ | ---------------------------------- | -------------------------------------------- | --------------------------------- |
| I      | Dominic Ignatius Ekandem †         | 6 de noviembre de 1981                       | 28 de septiembre de 1992 retirado |
| II     | Cardenal John Olorunfemi Onaiyekan | 28 de septiembre de 1992 por sucesión        | 9 de noviembre de 2019 retirado   |
| III    | Ignatius Ayau Kaigama              | Desde el 9 de noviembre de 2019 por sucesión |                                   |